# Игуманија Јустина (Мишић)
Јустина (световно Младена Мишић; Крњево, код Велике Плане, 3. мај 1926 — Манастир Жича, 10. новембар 1992) била је српска монахиња и игуманија Манастира Жиче.

## Биографија
Игуманија Јустина (Мишић) рођена је 3. маја 1926. године у Крњеву, код Велике Плане. Крштено име јој је Младена. Дошла је у Манастир Јовање као млада девојка од 17. година 1943. године. Завршила је малу матуру и добро је познавла манастирску администрацију. У Манастиру Јовању се и замонашила са монашким именом Јустина.
Патријарх Герман Ђорић, после рата као администратор жички, вршио је неке промене у Жичи. Тако је игуманија Јелена, која се тек закућила у Жичи, у новооснованом женском манастиру, морала да потражи са извесним бројем сестара друго место 1958. године. На тај начин оне се преместе у Манастир Драчу, недалеко од Крагујевца. Остатак сестринства остао је без стручних и способних сестара које би могле водити у манастиру административне и друге старешинске послове.
Због тога патријарх Герман премешта из Овчара у Жичу монахињу Јустину 1958. године и то у почетку на испомоћ, а мало доцније , кад се показало да је она и са знањем и са смирењем најпогоднија сестра за вођење манастиром, патријарх Герман као жички епископ поставља за натојатељицу манастира Жиче, а ускоро после тога производи је за игуманију Манастира Жиче 1959. године.
Окружена љубављу и молитвеном тугом својих сестара, она се са свима опростила и тихо је, са молитвом у срцу, предала своју душу на Светог Арсенија 10. новембра 1992. године Господу, коме је искрено кроз сав живот свој и служила. Сахрањена је 11. новембра у Манастиру Жича на монашком гробљу.